# Zeuxo (Parazeuxo) zorro
Zeuxo (Parazeuxo) zorro is een naaldkreeftjessoort uit de familie van de Tanaidae. De wetenschappelijke naam van de soort is voor het eerst geldig gepubliceerd in 1997 door Bamber & Bird.